# De geniale malloten
De geniale malloten is het 207de stripverhaal van Jommeke. De reeks wordt getekend door striptekenaar Jef Nys.

## Verhaal
Op een dag brengen Jommeke en Filiberke een bezoekje aan professor Gobelijn maar hij blijkt niet thuis te zijn. Door een openstaand raam kunnen ze binnen. Eens binnen vinden ze een aanwijzing: een vreemd krantenartikel. Al vlug wordt duidelijk dat er iets aan de hand is in Paradijseiland. In het krantenartikel staat dat er vreemde wezens rondlopen op een van de eilanden. Jommeke, Filiberke, Flip en Jan Haring gaan op onderzoek. Daar ontdekken ze twee geleerden die experimenteren met visvogels. De professor is door de twee geleerden gevangengenomen. Later, na wat moeilijkheden, trekken ze ten strijde tegen de gekke geleerden. Uiteindelijk kunnen ze professor Gobelijn bevrijden. Tot slot worden de boosdoenders achtergelaten op een buureiland van Paradijseiland.